# Йосемитский национальный парк

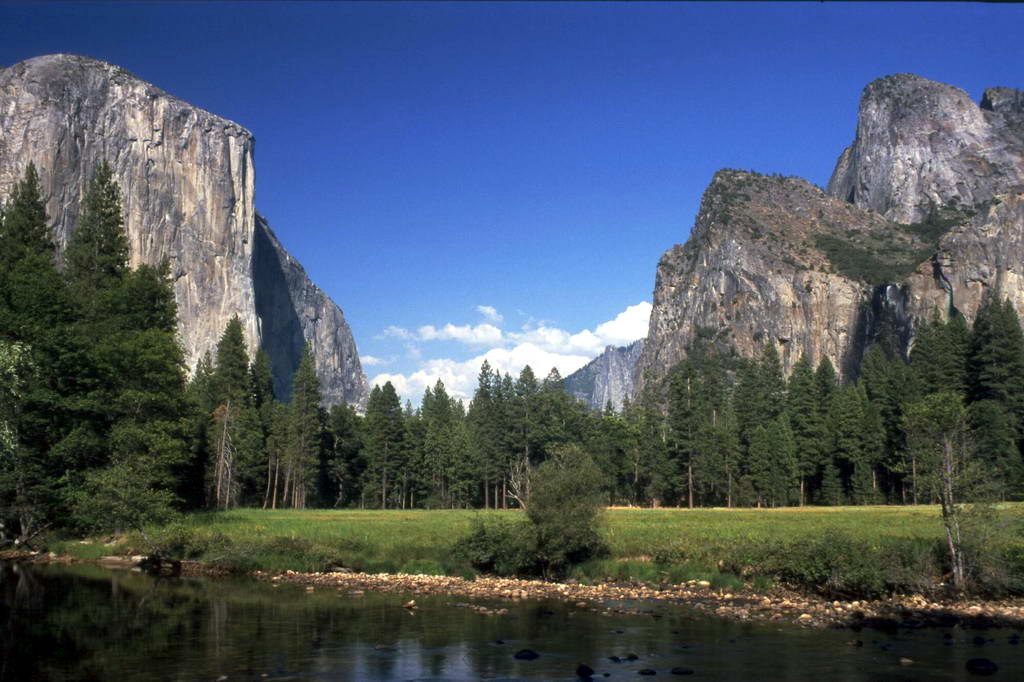
Долина Йосемите

Йосе́митский национа́льный па́рк (англ. Yosemite National Park — национальный парк Йосемите) — национальный парк, расположенный в округах Мадера, Марипоса и Туолумне (англ. Madera, Mariposa, Tuolumne) штата Калифорния (США). Занимает площадь в 3081 км² и находится на западных склонах горного хребта Сьерра-Невада. Славится своими ландшафтами и природой: впечатляющие гранитные скалы, водопады, реки с чистой водой, рощи секвойядендронов и богатое биологическое разнообразие (почти 95 % парка считается зоной дикой природы). В 1984 году парк получил статус «Всемирного наследия» под эгидой ЮНЕСКО. Был с самого начала задуман именно как национальный парк (хотя национальные парки существовали и ранее). Среди его организаторов — один из первых защитников идеи заповедников Джон Мьюр (англ. John Muir). Каждый год парк посещают 4—5 миллионов человек; большинство останавливается только в Йосемитской долине.
Парк является одной из крупнейших и нерасчленённых территорий сохранения дикой природы в районе Сьерра-Невады; местная фауна и флора чрезвычайно разнообразна. Расположенный на высоте от 600 до 4000 м над уровнем моря, парк включает пять основных зон растительности: густые заросли кустарников и дубов, нижний горный лес, верхний горный лес, субальпийский и альпийский пояса. Из 7000 видов растений, растущих в Калифорнии, приблизительно половина встречается в горах Сьерра-Невады, а пятая часть — на территории самого парка. Здесь в результате редкой геологической формации и уникальных почв удобное место для произрастания более чем 160 редких видов растений.
Геологическое строение территории парка характеризуется наличием гранитных и остатками ещё более древних каменных пород. Около 10 миллионов лет назад горы Сьерра-Невады повысились и затем наклонились таким образом, что западный склон стал более пологим, а восточный, обращённый в сторону материка, более обрывистым. Подъём увеличил крутизну водных потоков и русла рек, в результате образовав глубокие и узкие каньоны. Около миллиона лет назад накопившийся на вершинах снег и лёд образовал в районах современных субальпийского и альпийского поясов ледники, таким образом опустив долины рек вниз по склону. В первый ледниковый период толщина льда в ледниках составляла до 1200 м. Дальнейшее сползание ледниковых масс образовало троговую (U-образную) долину, которая в настоящее время и привлекает массу туристов, охотящихся за красивыми пейзажами.

## Географическое положение
Национальный парк Йосемити расположен в центральной части хребта Сьерра-Невада в американском штате Калифорния. Он находится в 3,5 часах езды от Сан-Франциско и приблизительно в 6 часах езды от Лос-Анджелеса. Он окружён рядом заповедных диких территорий: Ансел-Адамс на юго-востоке, Хувер на северо-востоке и Эмигрант на севере.
На территории площадью 3081 км² расположены тысячи озёр и прудов, 2600 рек и ручьёв, 1300 км туристических маршрутов и 560 км дорог. Две реки федерального значения, Мерсед и Туолумне (англ. Tuolumne River), берут своё начало в пределах границ парка и далее текут в Калифорнийскую долину. Ежегодно парк посещают более 3,5 млн туристов, большинство из которых концентрируются на 18 км² территории долины Йосемите.

### Горные породы и эрозия

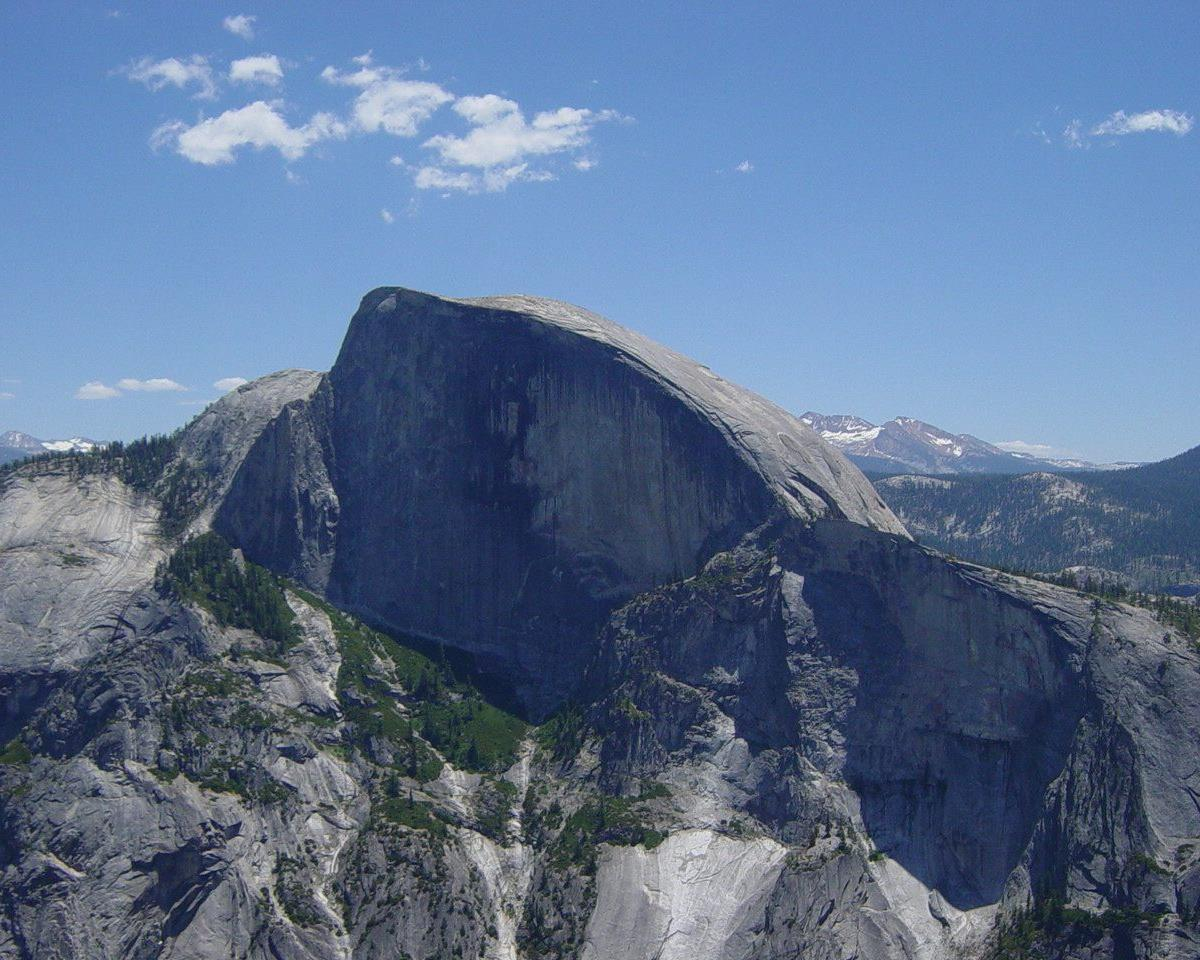
Гранитный купол Хаф-Дом

Почти вся территория парка сложена из гранитных пород батолита Сьерра-Невады. Остальные около 5 % территории парка (в основном на восточной границе возле горы Дейна (англ. Mount Dana)) состоят из метаморфизованных вулканических и осадочных пород. Эти породы относят к так называемым «провисам кровли», потому как некогда они являлись кровлей для находящейся ниже гранитной магмы.
В результате эрозии различных горных пород, испытавших тектоническое поднятие и сопутствующих этому разломов, появились долины, каньоны, куполовидные складки и другие формы рельефа, которые мы можем наблюдать сегодня (эти сочленения и трещины не двигаются, поэтому нет геологического разлома). Воздушные пространства между сочленениями и трещинами образуются благодаря присутствию в граните и гранодиорите диоксида кремния; большее количество содержания диоксида кремния приводит к образованию большего пространства и более устойчивой породы.
Природные столбы и колонны, такие как Вашингтон (англ. Washington Column) и Лост-Арроу (англ. Lost Arrow) образовались в результате поперечного соединения. В результате эрозии основной трещины образовались долины и позднее каньоны. Наиболее мощной эрозионной силой за последние несколько миллионов лет стал сход ледников в альпийском поясе, в результате чего первоначально V-образные речные долины превратились в U-образные ледниковые каньоны (такие как долины Йосемите и Хетч-Хетчи). В результате вторичной трещиноватости (образовавшейся в результате тенденции кристаллов магматических пород к расширению) были образованы гранитные купола, такие как Хаф-Дом (англ. Half Dome) и Норт-Дом (англ. North Dome).

### Популярные маршруты

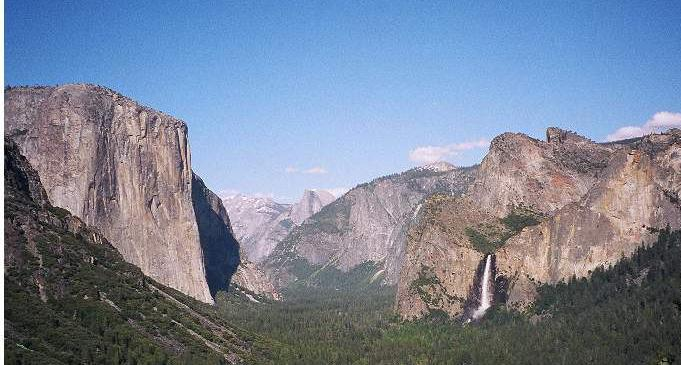
Долина Йосемите

Долина Йосемите занимает только один процент от общей территории парка, но именно туда стекается большинство посетителей. Одним из наиболее популярных в мире объектов среди скалолазов с маршрутами разного уровня сложности является гранитная скала Эль-Капитан (англ. El Capitan) высотой 2307 м над уровнем моря, хорошо видимая из любой части долины, на восточном склоне которой несколько дней в феврале можно увидеть редкое явление — отражение лучей закатного солнца в падающем потоке водопада т. н. «огненный» водопад «Лошадиный хвост» (англ. Horsetail Fall). Впечатляющие гранитные куполовидные складки, такие как Сентинел-Доум (англ. Sentinel Dome) и Хаф-Доум (англ. Half Dome) поднимаются на высоту в 900 и 1450 м соответственно над дном долины.
В верхней части парка можно обнаружить такие красивые природные места как Туоломнские луга (англ. Tuolumne Meadows), луга Дана (англ. Dana Meadows), горный хребет Кларк (англ. Clark Range), горный хребет Кафедрал (англ. Cathedral Range) и гребень Куна (англ. Kuna Crest). Горные туристические маршруты Сьерра-Крест (англ. Sierra crest) и Пасифик-Крест (англ. Pacific Crest) проходят через парк по гребню гор, проходя через вершины, состоящие из красного метаморфического камня, такие как гора Дейна и гора Гибс (англ. Mount Gibbs), а также через гранитные вершины, такие как гора Коннесс (англ. Mount Conness). Самой высокой точкой парка является гора Лайелл (англ. Mount Lyell) высотой 3997 м над уровнем моря.
В парке расположены три рощи древних деревьев секвойядендрон: Марипоса (англ. Mariposa Grove, 200 деревьев), Туолумне (англ. Tuolumne Grove, 25 деревьев) и Мерсед (англ. Merced Grove, 20 деревьев). Деревья секвойядендрон считаются самыми массивными и одними из самых высоких и долгоживущих деревьев в мире — растущие деревья в парке появились ещё до начала последнего ледникового периода.

### Водопады

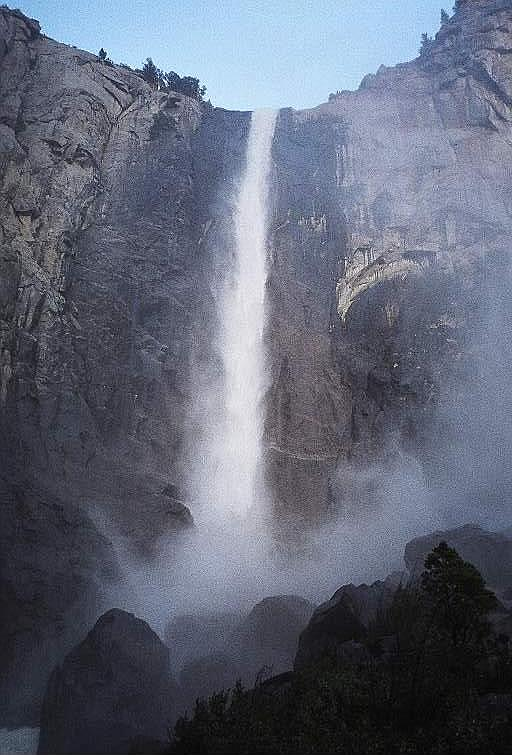
Водопад Брайдлвейл

В парке на ограниченной территории находится большое количество водопадов, среди которых можно отметить следующие:
- Брайдлвейл — 190 м
- Лошадиный Хвост — 650 м
- Чилнуална — 210 м
- Иллилоетт — 110 м
- Лехамит — 360 м
- Невада — 180 м
- Риббон — 492 м
- Ройял Арч Каскейд — 370 м
- Сентинел — 585 м
- Силвер-Стренд — 175 м
- Сноу-Крик — 652 м
- Стеркейс — 310 м
- Туилала — 256 м
- Вернал — 96 м
- Уапама — 520 м
- Уотервил — 90 м
- Уайлдкэт — 192 м
- Йосемите — 739 м

### Водоёмы и ледники

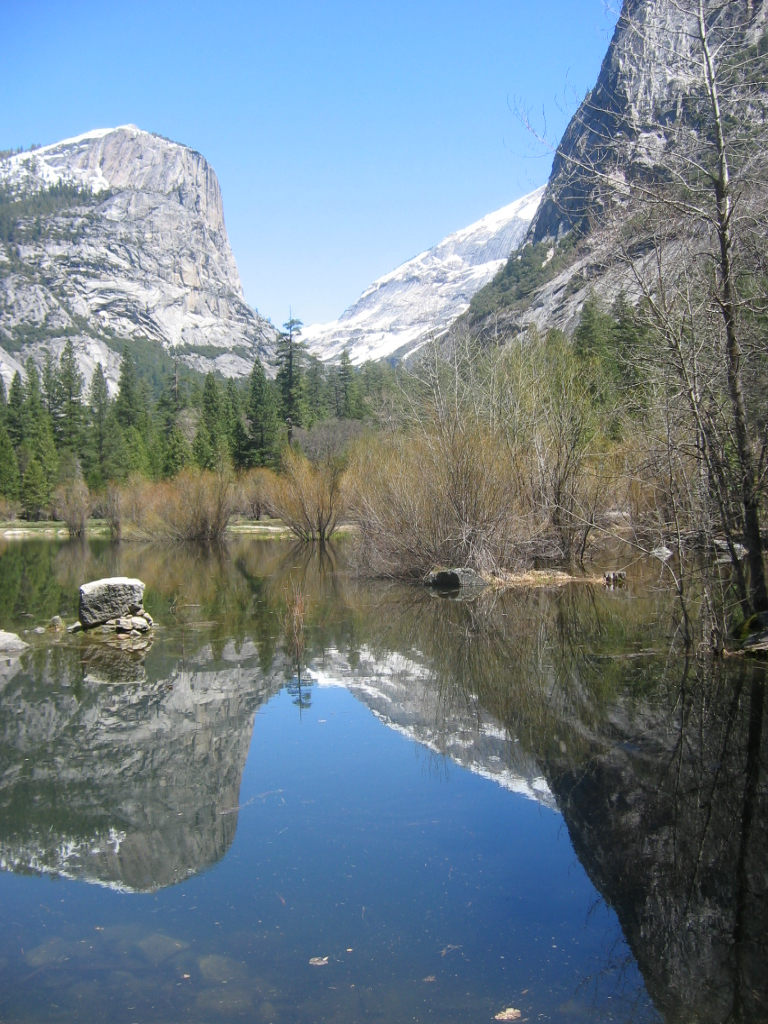
Озеро Миррор

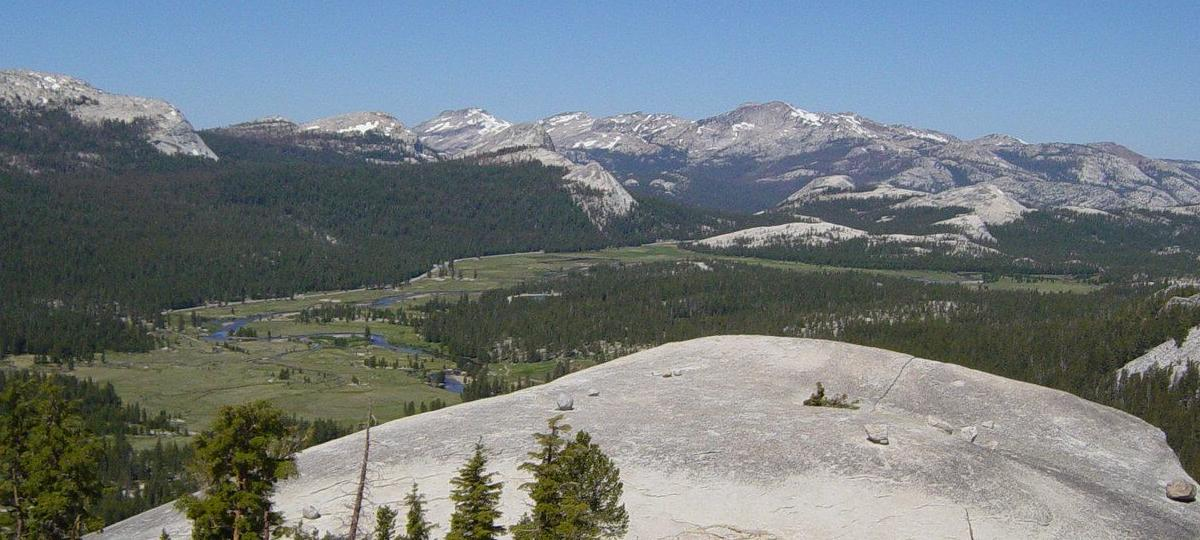
Туоломнские луга

Реки Туолумне и Мерсед, берущие своё начало в верховьях гор на территории парка, вырезали речные каньоны глубиной от 900 до 1200 м. Бассейн реки Туолумне на территории парка составляет примерно 1760 км², она вбирает в себя воду всей северной части парка. Река Мерсед, наоборот, течёт с южных вершин территории (в основном хребтов Кафедрал и Крарк) и её бассейн составляет приблизительно 1320 км².
Гидрологические процессы, включая в себя обледенения, наводнения и речные геоморфологические циклы явились решающим фактором при создании природных ландшафтов парка. Кроме двух основных рек, в парке расположено 3200 озёр с площадью более 100 м² каждое, 2 водохранилища и около 2700 км различных речек и ручьёв, каждый из которых входит в один из двух водоразделов. На дне долины по всему парку образуются заболоченные места, которые часто связаны с близлежащими озёрами и реками грунтовыми водами и сезонными наводнениями. Луга на высоте от 300 до 3500 м над уровнем моря также часто заболочены, так как расположены вдоль протекающих рек и ручьёв.
Множественные отвесные скалы, ледниковые уступы и висячие долины (то есть боковые долины, днища которых выше днища главной долины) дают хорошую почву для водопадов, особенно во времена таяния снегов в весенний и летний период. Йосемитский водопад высотой 739 м является самым высоким водопадом в Северной Америке и занимает 20-е место по высоте среди самых высоких водопадов мира. Гораздо меньший по объёму спускаемой воды водопад Риббон, тем не менее, является водопадом с самой высокой точкой беспрепятственного падения воды — 492 м. Возможно, наиболее живописным водопадом в парке является водопад Брайдлвейл (в переводе фата невесты), хорошо видимый с недалеко проходящей дороги.
Ледники на территории парка относительно небольшие по размеру и занимают территории, большей частью времени находящиеся в тени. Ледник Лайелл (англ. Lyell Glacier), самый большой ледник Сьерра-Невады, и соответственно парка Йосемити, занимает площадь в 65 га. Ни один из современных ледников не является остатком огромных альпийских ледников ледникового периода, ответственных за изменение природного ландшафта парка. Они образовались во времена относительного похолодания климата Земли, таких как Малый ледниковый период в XIV—XVII веках. Глобальное потепление уменьшило количество и размеры ледников во всём мире, в том числе и в Сьерра-Неваде. Многие ледники парка, открытые в 1871 году Джоном Мьюром, в настоящее время либо полностью исчезли, либо потеряли до 75 % своей поверхности.

### Климат
На территории парка климат средиземноморский, то есть большая часть среднегодовых осадков приходится на мягкую зиму, в другое время года климат относительно сухой (на жаркое лето выпадает менее 3 % осадков в год). Из-за орографического подъёма количество осадков увеличивается с подъёмом высоты до приблизительно 2400 м, а затем резко уменьшается. Количество выпадаемых осадков варьирует от 915 мм на высоте 1200 м над уровнем моря до 1200 мм на высоте 2600 м. Наверху снежный покров образуется в ноябре и держится до марта — начала апреля.
Температура понижается с увеличением высоты. Крайне важным фактором температурного режима является то, что Йосемитский национальный парк расположен всего в 160 км от Тихого океана. Антициклоны, образующиеся в летнее время на побережье Калифорнии, посылают прохладные воздушные массы в сторону Сьерра-Невады и в результате приносят в парк чистый сухой воздух.
Средняя дневная температура в районе лугов Туолумне на высоте 2600 м колеблется в пределах от −3,9 до 11,5 °C. На южном въезде в парк на высоте 1887 м держится в промежутке от 2,2 до 19,4 °C. На более низких высотах воздух прогревается больше, средняя дневная максимальная температура на дне долины (высота 1209 м варьирует от 7,8 до 32,2 °C. На высоте выше 2440 м высокие и сухие летние температуры держатся благодаря частым грозам, хотя лежалый снег может держаться и до июля. По причине сухого вегетационного периода, относительно низкой влажности и сильных гроз на территории парка часто случаются пожары.

## История

### Открытие

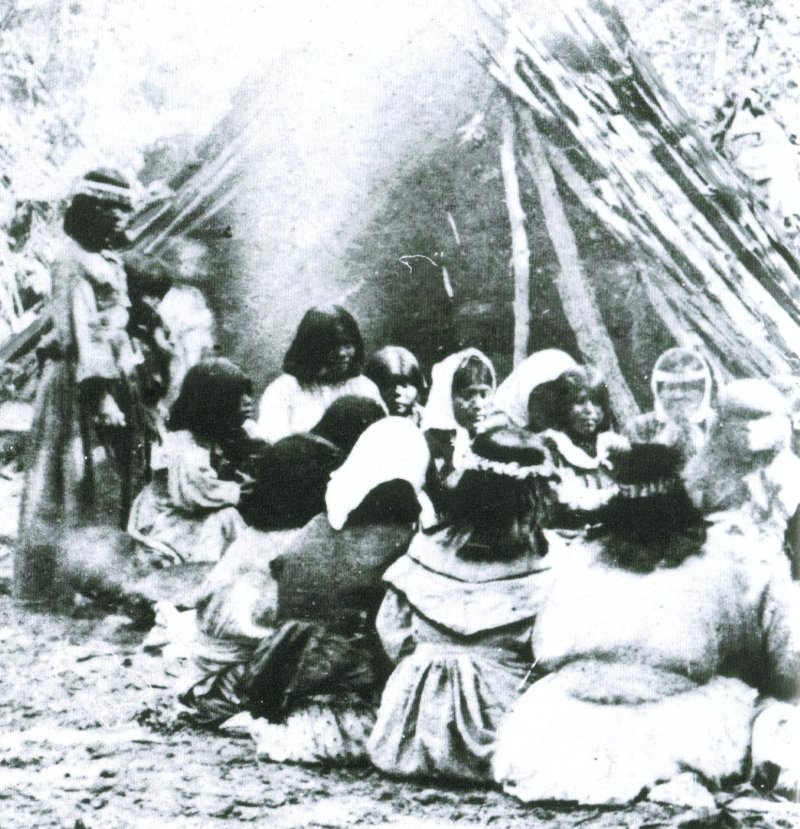
Церемония племени Пайут. 1872 год

До настоящего времени среди историков ведутся дебаты относительно того, кто первым из европейцев увидел долину Йосемити. Осенью 1833 года Джозеф Реддефорд Уолкер (англ. Joseph Reddeford Walker), возможно, первый увидел долину — в своих последующих записях он рассказал, что возглавлял группу охотников, которая пересекала Сьерра-Неваду и вплотную подошла к краю долины, которая уходила вниз «более чем на милю». Его отряд также первым оказался в роще деревьев секвойядендрон Туоломни, став, таким образом, первыми неместными жителями, кто увидел эти гигантские деревья.
Часть территории Сьерра-Невады, где расположен парк, долгое время считалась границей поселений европейцев, торговцев, охотников и путешественников. Однако этот статус изменился в 1848 году с открытием месторождений золота у подножий гор на западе. С этого момента торговая активность на этой территории резко увеличилась, в результате спровоцировав калифорнийскую золотую лихорадку. Приезжие начали уничтожать природные ресурсы, за счёт которых жили индейские племена. Первым достоверно известным белым человеком, увидевшим долину, следует считать Уильяма Абрамса (William P. Abrams), который 18 октября 1849 года со своим отрядом аккуратно описал некоторые ориентиры долины, однако точно не известно, ступал ли он либо кто-нибудь из его отряда на эту землю. Однако не вызывает сомнений, что в 1850 году Джозеф Скрич (Joseph Screech) действительно спустился в долину Хетч-Хетчи и, более того, поселился здесь.
Первое систематическое исследование территории парка было выполнено в 1855 году командой Алексея В. Фон Шмидта (Allexey W. Von Schmidt) в рамках государственной программы исследования земель «Public Land Survey System».

### Марипосская война
До того, как на этой территории появились первые европейцы, здесь жили индейские племена сьерра-мивок и пайюты. Ко времени прихода сюда первых поселенцев, в долине Йосемити обитала группа индейцев, называвшие себя аваничи (Ahwahnechee).
В результате резкого увеличения потока иммигрантов во времена золотой лихорадки стали возникать вооружённые конфликты с местными племенами. Чтобы положить конец постоянным стычкам, в 1851 году в долину были направлены правительственные войска — Марипосский батальон под командованием майора Джеймса Сэвиджа (англ. James Savage) с целью преследования порядка 200 индейцев аваничи во главе с вождём Теная (англ. Tenaya). К отряду был в частности прикреплён врач Лафайетт Баннелл (англ. Lafayette Bunnell), который впоследствии красочно описал свои впечатления от увиденного в книге «Открытие Йосемити» (англ. The Discovery of the Yosemite). Баннеллу также приписывают авторство названия долины, которое он дал после разговора с вождём Теная.
Баннелл написал в своей книге, что вождь Теная являлся основателем колонии Пай-ют (Pai-Ute) племени А-ва-ни (Ah-wah-ne). Индейцы соседнего племени сьерра-мивок (как и большинство поселившихся здесь белых жителей) описывали индейцев аваничи как воинственное племя, с которым у них были постоянные территориальные споры, название этого племени «yohhe’meti» буквально означало «они убийцы». Корреспонденция и заметки, написанные воинами батальона, способствовали популяризации долины и окружающей её территории.
Теная и остатки племени аваничи были взяты в плен, а их поселение сожжено. Племя насильно перевели в резервацию]] возле города Фресно в Калифорнии. Некоторым впоследствии было разрешено вернуться в долину, но после нападения на восьмерых старателей в 1852 году они сбежали в соседнее племя моно, которое нарушило законы гостеприимства и убило их.

### Период раннего туризма
Предприниматель Джеймс Хачингс (англ. James Mason Hutchings), художник Томас Айрес и ещё двое путешественников стали первыми туристами долины, приехав сюда в 1855 году. Хачингс выпустил буклеты и книги, описывающие его экскурсию, а рисунки Айреса стали первыми профессиональными изображениями местных достопримечательностей. Фотограф Чарльз Уид (Charles Leander Weed) сделал свои первые фотографии долины в 1859 году.
На юго-западе парка находится старый индейский лагерь Уавона (Wawona), в котором ныне постоянно проживают порядка 160 человек. В районе этого лагеря в 1857 году местный житель Гален Кларк (англ. Galen Clark) открыл рощи деревьев секвойядендрон. На месте лагеря были построены временные жилища и проложены дороги. В 1879 году для обслуживания прибывающих туристов открылся отель Уавона. По мере дальнейшего роста туризма появились новые гостиницы и туристические тропы.

### Йосемитский грант
Несколько видных людей, включая Галена Кларка и сенатора Джона Коннесса (англ. John Conness), заинтересовались коммерческим успехом туристического бизнеса и выступили с идеей создания общественного парка на территории долины. 30 июня 1864 года президент США Авраам Линкольн подписал до этого одобренный Конгрессом документ, названный Йосемитским грантом. Долина Йосемити и роща Марипоса были переданы Калифорнии, им был предоставлен статус парка штата, а спустя два года было назначено правление специальных уполномоченных. Предоставление гранта считается значительным шагом в истории США, так как он предшествует учреждению Йеллоустонского национального парка, официально являющегося первым в мире национальным парком. На униформе работников парка можно увидеть изображение секвойядендрона, что свидетельствует о большом значении этих деревьев в идее создания национального парка.
Гален Кларк был назначен комиссией главным хранителем парка, но ни он, ни сама комиссия не имели полномочий выселить местных жителей, в том числе и Хачингса. Проблема разрешилась в 1875 году, когда местные землевладения были лишены законной силы. В 1880 году Кларк и правящие специальные уполномоченные были отправлены в отставку, а Хачингс стал новым хранителем парка.
В первые же годы доступ посетителей в парк был значительно облегчён, а условия пребывания в нём стали более гостеприимными. После постройки Первой Трансконтинентальной железной дороги в 1869 году приток посетителей в парк начал заметно увеличиваться, но тем не менее долгое путешествие верхом на лошадях для непосредственного въезда на территорию парка являлось сдерживающим фактором. В середине 1870-х годов были проложены три дороги для дилижансов, что способствовало росту посещаемости долины.
Рождённый в Шотландии, натуралист Джон Мьюр (англ. John Muir) написал ряд статей с целью привлечения внимания к этой территории и продвижению научного интереса к ней. Мьюр был одним из первых, кто предположил, что основные ландшафты парка созданы с помощью огромных ледников, при этом оппонировав таким авторитетным учёным, как Джошиа Уитни (англ. Josiah Dwight Whitney), который считал Мьюра любителем.

### Дальнейшие усилия по охране парка

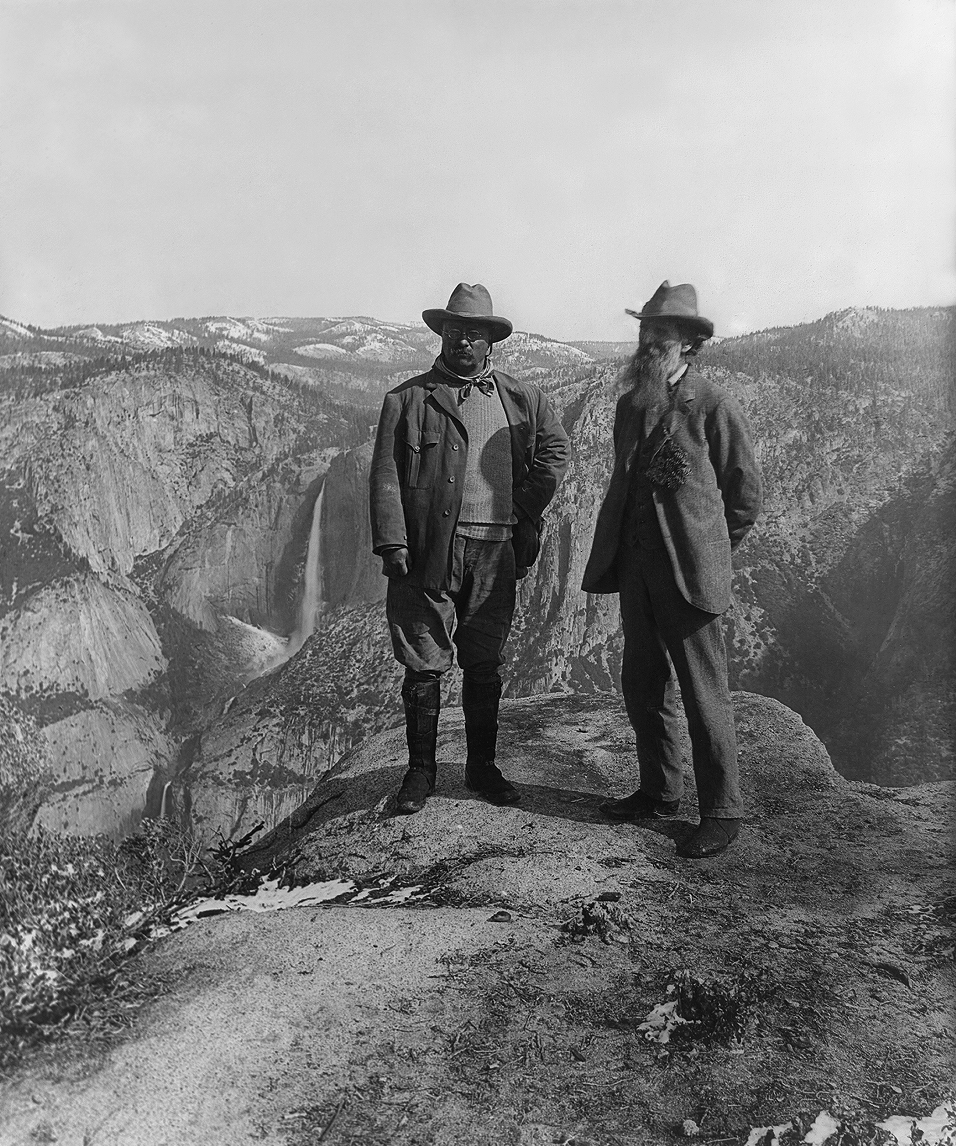
Теодор Рузвельт и Джон Мьюр

Чрезмерный выпас скота на пастбищах (в основном овец), вырубка деревьев секвойядендрон и другая деятельность в ущерб природе вынудили Джона Мьюра выступить с идеей ужесточения условий охраны этой территории. Мьюр убеждал влиятельных посетителей в необходимости федеральной защиты парка. Одним из таких посетителей стал издатель журнала «Сенчури Мэгезин» Роберт Джонсон (англ. Robert Underwood Johnson). С помощью Джонсона Мьюр помог провести акт Конгресса, который 1 октября 1890 года дал парку статус национального. Несмотря на это, штат Калифорния всё же сохранил контроль над долиной и рощей. Мьюр также убедил местные власти не пасти скот в альпийских лугах.
19 мая 1891 года парк перешёл под охрану Четвёртого Кавалерийского полка (англ. Fourth Cavalry Regiment) армии США, который устроил свою базу в Уавоне. К концу 1890-х годов выпас скота перестал быть проблемой, и армия занялась другими улучшениями территории.
Мьюр и созданный им «Клуб Сьерра» (англ. Sierra Club) продолжали лоббировать правительство США и влиятельных людей создать объединённый национальный парк Йосемити. В мае 1903 года парк посетил президент США Теодор Рузвельт и провёл в нём три дня, встречаясь с Мьюром. Результатом этой встречи стало подписание в 1906 году Рузвельтом указа, в котором весь контроль над парком переходил к федеральному правительству.

### XX век
В 1916 году была сформирована государственная служба, призванная ухаживать за парком. Были построены дороги, охотничьи домики и кемпинги вдоль озёр. С развитием автомобильного движения к парку были проложены скоростные магистрали. В 1920-е годы был основан музей Йосемити.
К северу от долины Йосемити на территории парка расположена ещё одна долина Хетчи-Хетч, которую решили использовать для стока воды и создания там водохранилища и гидроэлектростанции для подачи электроэнергии в Сан-Франциско. Это решение вызвало горячие споры среди сторонников и противников проекта, но проект всё же был одобрен Конгрессом в 1913 году.
В ответ на это защитники природы убедили Конгресс признать 2742 км², или 89 % всего парка заповедной природной территорией с самой высокой степенью защиты. В результате посетителям не было разрешено посещать большую территорию парка. Проблемой также стали автомобильные пробки в летнее время и было предложено пропускать автомобили летом только для отдыхающих с зарезервированной гостиницей либо кемпингом. Такой подход заставит посетителей использовать челночный автобус, велосипед или идти пешком 11 км.
В первой половине века национальный парк был запечатлен в работах знаменитого американского фотографа-пейзажиста Энсела Адамса.

## Геология

### Тектоническая вулканическая активность

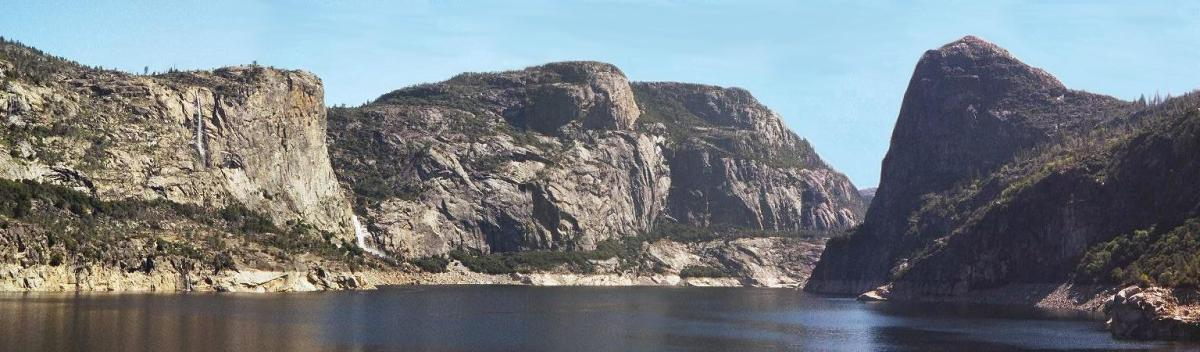
Долина Хетч-Хетчи

Во времена докембрия и ранней палеозойской эры территория парка находилась на подводной окраине материка. На мелководье из континентальных отложений образовались осадочные породы, которые впоследствии подверглись метаморфизму.
В конце девонского и пермском геологическом периоде древняя тектоническая плита Фараллон в зоне субдукции начала погружаться под Северо-Американскую плиту, и в результате последовавшей вулканической деятельности образовалась дуга вулканических островов к западу от североамериканского побережья. Позднее, во времена юрского периода вулканическая активность интрудировала (смешала) и покрыла образовавшиеся породы магмой, что стало началом образования батолита Сьерра-Невады. В конечном счёте, 95 % образовавшихся горных пород было снесено в результате эрозии поднятия поверхности.
Первая стадия регионального плутонизма началась приблизительно 210 млн лет назад в конце триасового периода и продолжалась во время юрского периода 150 млн лет назад. В это время так называемая Неваданская орогения (орогения — горообразование, процесс деформации земной коры, происходящий в геосинклинальных областях и приводящий к образованию складчатых горных сооружений ) приподняла земную поверхность и в результате появилась горная система Невадан с высотой до 4500 м над уровнем моря, ставшая прародителем в современной Сьерра-Невады. В этот период на глубину до 10 км были образованы горные, в основном состоящие из гранита, породы. Вторая стадия горообразования произошла в период от 120 до 80 млн лет назад во время мелового периода и получила название Севьерская орогения (англ. Sevier orogeny).
Во время кайнозоя, в период 20—5 млн лет назад в Каскадных горах произошёл ряд извержений вулканов (в настоящее время потухших), в результате чего территория к северу от парка Йосемити была покрыта большим количеством магматических пород. Вулканическая активность продолжалась и последние 5 млн лет к востоку от границ парка в районах озера Моно (англ. Mono Lake) и кальдеры долины Лонг (англ. Long Valley Caldera).

### Приподнятие и эрозия
Начиная с 10 млн лет назад вертикальное движение земных масс вдоль геологического разлома Сьерра начало поднимать горы Сьерра-Невады. Последующий наклон горного хребта на запад выразился в увеличении градиента водных потоков, стекающих по западным склонам хребта. Реки в западном направлении стали течь быстрее, и соответственно, с большей скоростью вырезать долины и каньоны. Горы ещё приподнялись после образования крупных разломов на востоке и образования долины Оуэнс. Приблизительно 2 млн лет назад во время эпохи плейстоцена поднятие Сьерра-Невада снова ускорилось.
В результате поднятия гор гранитные породы стали испытывать возрастающее давление, и у них началась десквамация, отделение слоёв, что выразилось в округлой форме многих куполов парка, а также начались многочисленные оползни с последующими многочисленными трещинами плоскостей отдельности (особенно вертикальными) в застывших интрузиях. Более поздние ледники ускорили этот процесс и создали осыпи и ледниковые отложения на дне долины.
По количеству и характеру вертикальных плоскостей отдельности можно определить, где и как происходила эрозия. Большинство длинных, линейных и глубоких трещин направлены на северо-восток или северо-запад и представляют собой параллельные, часто расположенные с равным интервалом линии. Они образовались под давлением поднимающейся поверхности и осыпающимися вышележащими породами.

### Действие ледников
В период между 2 и 3 млн лет назад начавшийся процесс образования ледников продолжил изменение природного ландшафта парка. На территории Сьерра-Невады было образовано по крайней мере четыре крупных ледника: Шервин (англ. Sherwin), Тахо (англ. Tahoe), Теная (англ. Tenaya) и Тайога (англ. Tioga). Самым крупным являлся Шервин, он занимал площадь парка Йосемити и окрестных долин. Именно в результате действия этого ледника появились современные очертания долины Йосемити и ближайших каньонов.
Ледники опускались вниз до 1200 м над уровнем моря и оставили свои отметины по всему парку. Самый протяженный ледник района Йосемити простирался вниз по Большому каньону реки Туоломни на 95 км, проходя далеко за долину Хетч-Хетчи. Ледник Мерсед вырезал долину Йосемити. Ледник Ли-Вининг (англ. Lee Vining Glacier) образовал каньон Ли-Вининг и озеро Рассел (англ. Lake Russel). Ледники отсутствовали только на самых высоких вершинах — гор Дана и Коннесс. Тающие ледники очень часто оставляли после себя морены, которые заполнили озёра вроде озера Йосемити (мелководное озеро, которое периодически затапливает дно долины Йосемити).

## Биология

### Фауна и флора

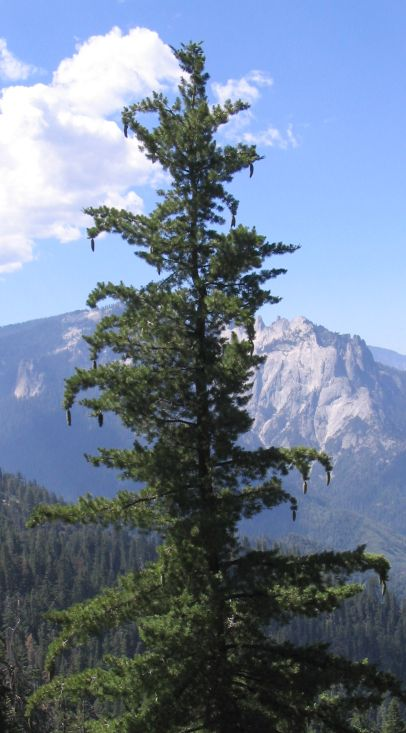
Сосна Ламберта

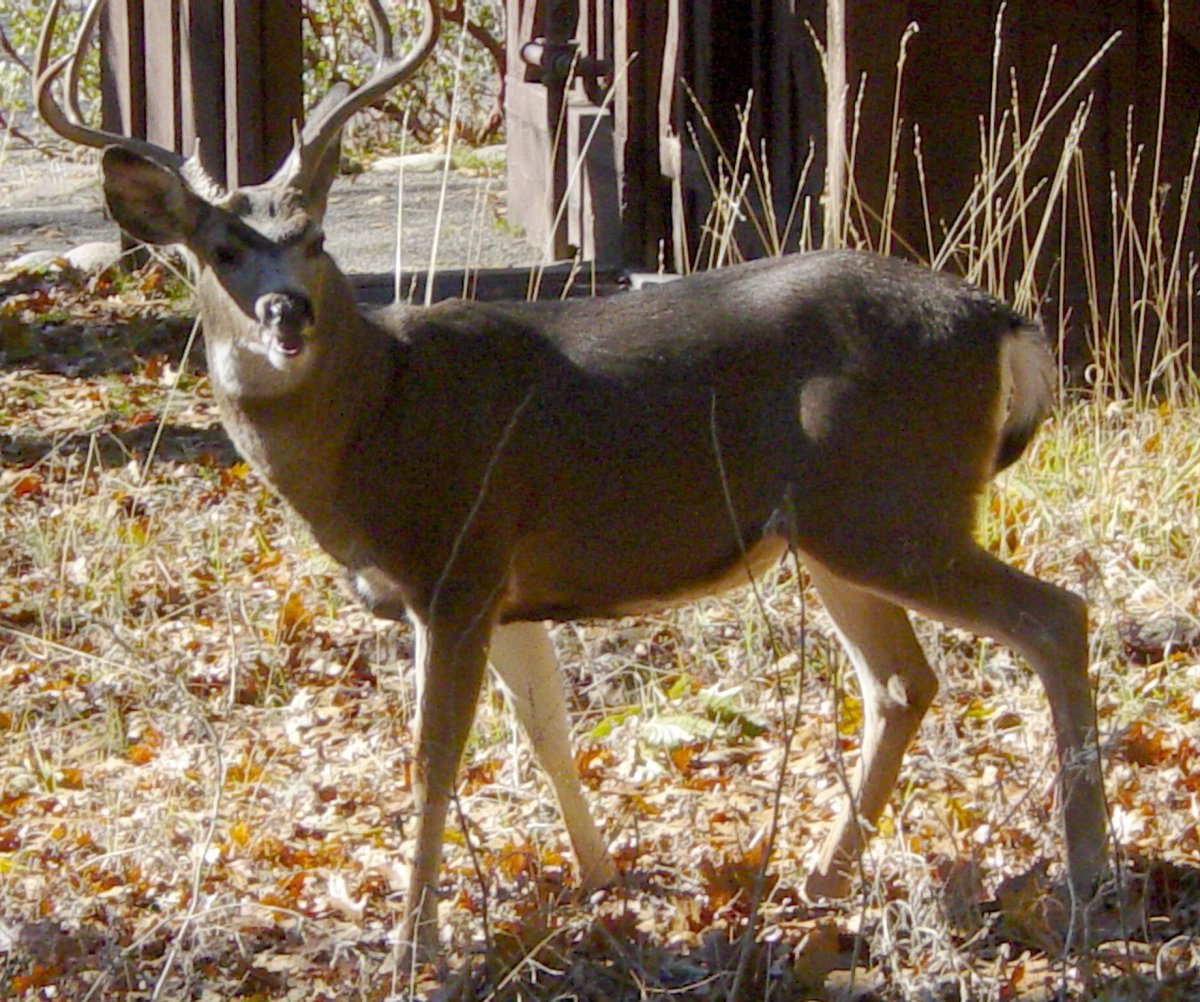
Олень чернохвостый в районе парка

В различных природных ландшафтах парка, начиная от зарослей колючих кустарников в предгорьях и заканчивая альпийскими лугами на вершинах гор, насчитывается более 250 видов позвоночных животных, которые включают в себя рыб, земноводных, рептилий, птиц и млекопитающих. Большое биоразнообразие по сравнению с другими близлежащими регионами также объясняется нетронутой дикой природой, где деятельность человека не способствует их деградации и исчезновению.
Вдоль западной границы парка доминируют смешанные хвойные леса, в которых растут сосна жёлтая, сосна Ламберта (лат. Pinus lambertiana), калоцедрус (лат. Calocedrus), пихта одноцветная (лат. Abies concolor), псевдотсуга, несколько секвойядендронов, а также встречаются рощи дуба бархатистого (лат. Quercus velutina). Вследствие относительно мягкого предгорного климата и смешанных природных биомов здесь наблюдается довольно многочисленное разнообразие животных, включая медведя барибал, рыжую рысь, серую лисицу (лат. Urocyon cinereoargenteus), чернохвостого оленя, аризонской королевской змеи (лат. Lampropeltis pyromelana), западного длинноногого сцинка (лат. Eumeces gilberti), белоголового дятла (лат. Dendrocopos albolarvatus), американскую пищуху (лат. Certhia Americana), пятнистую неясыть (лат. Strix occidentalis) и большое количество разнообразных видов летучих мышей. Для последних важно наличие больших коряг для насеста.

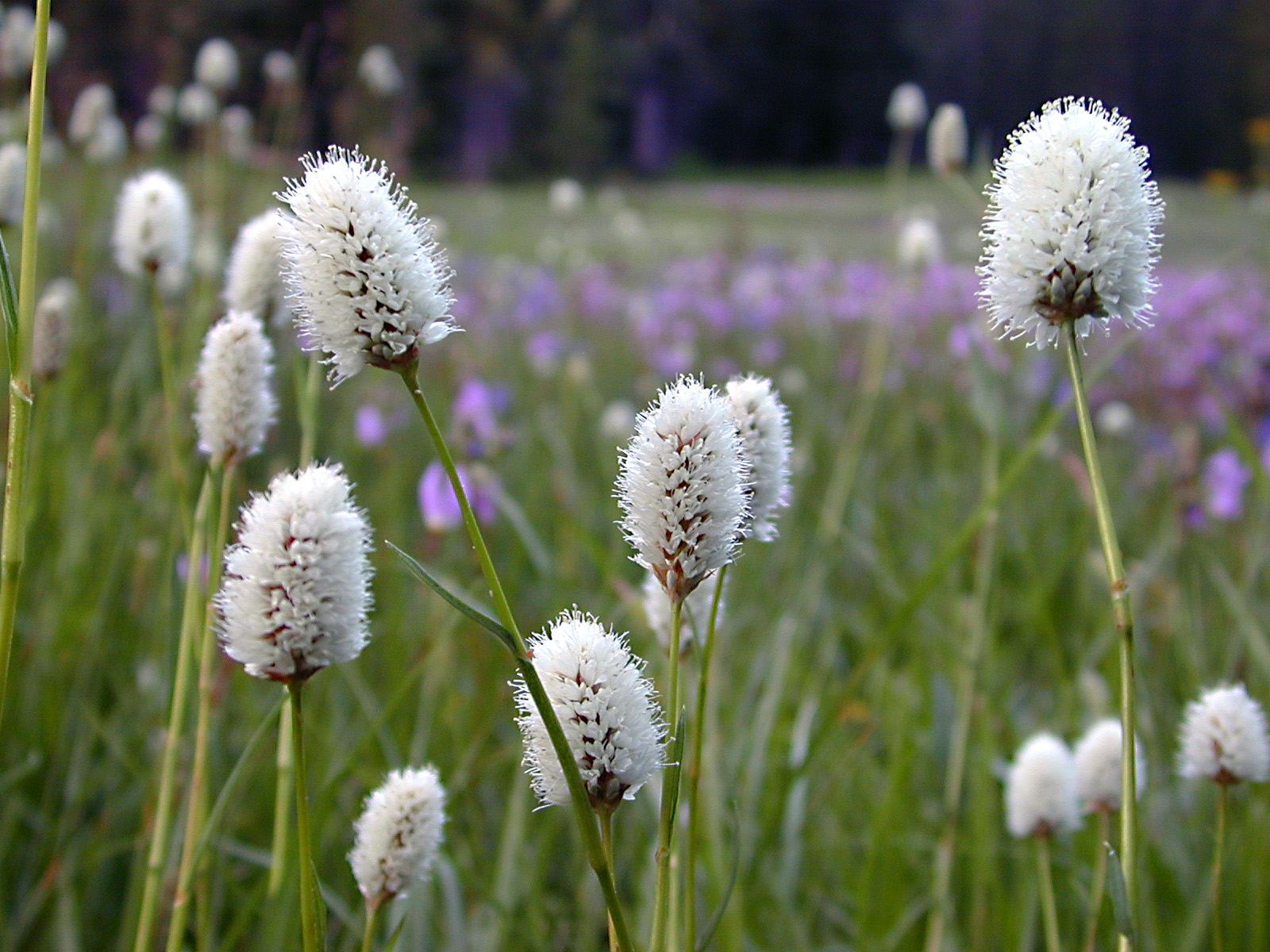
Горец змеиный

Выше по склону растут пихта великолепная, сосна горная веймутова (лат. Pinus monticola), сосна Жеффрея, сосна скрученная широкохвойная и местами сосна Бальфура. Из фауны здесь обитают золотистый суслик (лат. Callospermophilus lateralis), белка Дугласа (лат. Tamiasciurus douglasii), куница, стеллерова черноголовая голубая сойка (лат. Cyanocitta stelleri), дрозд-отшельник (лат. Catharus guttatus) и ястреб-тетеревятник (лат. Accipiter gentiles). Рептилии встречаются реже, но среди них можно увидеть резиновую змею (лат. Charina bottae), ящериц Sceloporus occidentalis и Elgaria coerulea.
Ещё выше деревья становятся более низкими и редкими, группами, разделёнными гранитными скалами. Среди них растут сосна скрученная широкохвойная, сосна белокорая и тсуга горная — они образуют верхний уровень древесной растительности. Климат в этих местах суровый, вегетационный период короткий, но некоторые виды как пищуха, желтобрюхий сурок (лат. Marmota flaviventris), белохвостый заяц (лат. Lepus townsendii), североамериканская ореховка (лат. Nucifraga columbiana) и сибирский вьюрок (лат. Leucosticte arctoa) сумели адаптироваться к этим условиям. Кроме того, на безлесных альпийских лугах любит пастись толсторог, однако этот вид в настоящее время замечен лишь в районе перевала Тайога, где реинтродуцирована небольшая популяция этих животных.
На разных высотах луговая растительность даёт богатую пищу для местного животного мира. Животные кормятся здесь травами и находят источники стоячей воды. Эти территории также привлекают и хищников. Смешанные лесолуговые территории удобны тем, что дают пищу на лугах и одновременно служат убежищем в лесных массивах. Среди животных, прямо зависящих от луговой растительности, можно назвать ястребиную сову (лат. Strix nebulosa), эмпидонакса Трейла (лат. Empidonax traillii), иосемскую жабу (лат. Bufo canorus) и аплодонтию.

### Угрозы

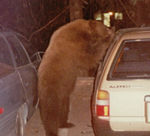
Медведь, залезающий в машину

Несмотря на богатую растительность и принятые природоохранные меры, в обозримом прошлом 3 вида фауны, обитающих в парке, полностью вымерло, а ещё 37 имеют специальный статус либо в калифорнийском, либо в федеральном списке видов, которым угрожает опасность исчезновения. Наиболее серьёзными угрозами для йосемитской дикой природы в настоящее время являются лесные пожары, интродуцированные виды, загрязнение воздуха, раздробление естественных мест обитания и изменение климата. Также учитываются такие факторы, как попадание животных под колёса автомобилей и употребление некоторых видов в пищу людьми.
Медведи барибалы знамениты тем, что легко влезают в окна припаркованных машин в поисках еды. Они также часто встречаются около мусорных контейнеров и свалок, чем привлекают любителей-фотографов. Всё увеличивающиеся случаи контактов медведей с людьми и их имуществом привели к довольно агрессивной кампании по их отлучению от мест нахождения людей. Все доступные свалки были закрыты, мусорные контейнеры огорожены, площадки для кемпинга оборудованы специальными металлическими ящиками с замком, чтобы люди не оставляли продукты в машинах. Поскольку обычно все агрессивно настроенные к людям медведи должны уничтожаться, персонал парка вышел с идеей использования резиновых пуль для отпугивания животных. На сегодняшний день ежегодно отлавливается порядка 30 медведей, берётся анализ их ДНК, а на их ухо прикрепляется специальный знак, так что в случае неприятностей со стороны животных рейнджеры могут быстро идентифицировать их.
Возрастающее озоновое загрязнение вызывает повреждение тканей деревьев секвойядендрон. Это делает их более уязвимыми для заражения паразитами и болезней. Поскольку их прорастание напрямую зависит от подвергнутых пожарам почв, тушение пожаров уменьшило их возможности для воспроизводства. Специальные программы по сжиганию травы способствуют их распространению.
На территории парка зарегистрировано более 130 не местных, интродуцированных видов растений. Эти растения были ввезены первыми поселенцами в конце 1850-х годов. Природные катаклизмы и действия человека, такие, как лесные пожары или строительство, способствовали быстрому распространению их по всей территории парка. Некоторые разновидности таких растений вытеснили местные виды, что в конечном счёте сказалось на ресурсах парка. Некоторые интродуцированные виды могут существенно повлиять на экосистему региона, как, например, способствовать пожароопасности либо увеличить содержание азота в почве, что создаёт почву для распространения других неродных видов. Многие виды, такие как василёк солнечный (лат. Centaurea solstitialis) имеют длинный корень, что позволяет ему конкурировать с другими растениями в добыче воды.
С 1940-х годов бодяк обыкновенный (лат. Cirsium vulgare), коровяк обыкновенный (лат. Verbascum thapsus) и зверобой продырявленный (лат. Hypericum perforatum) были признаны вредными растениями для данного региона. Позднее было добавлено ещё несколько агрессивных видов, над распространением которых требовался контроль, среди них василёк солнечный, мелитолусы (лат. Melilotus), ожина (лат. Rubus discolor), ежевика (лат. Rubus laciniatus) и барвинок большой (лат. Vinca major). Рейнджеры парка работают над удалением этих растений.

## Происшествия

### Начало 1969 года

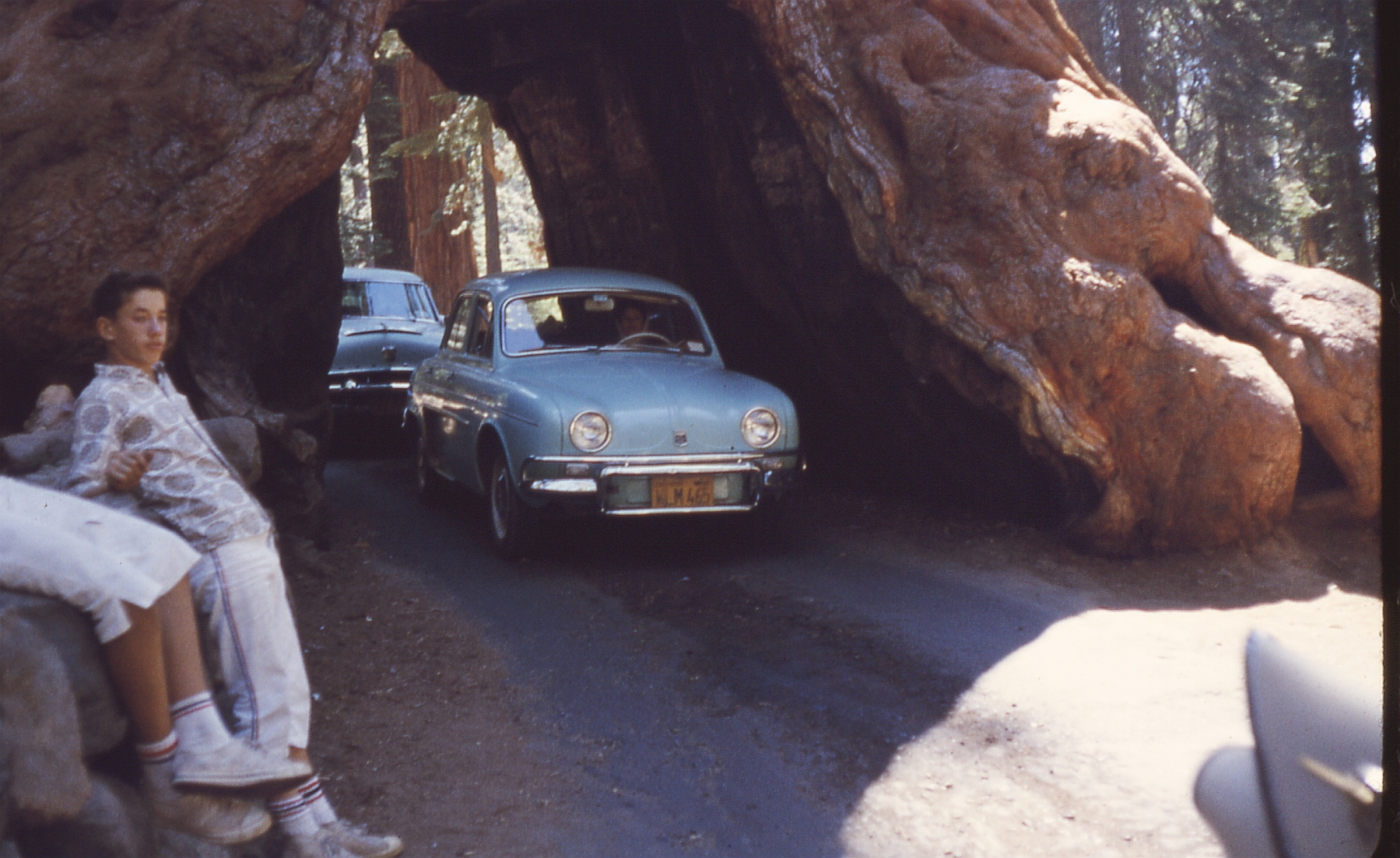
«Уавона», 1962 год.

В начале 1969 года в роще Марипоса рухнула секвойя «Уавона» высотой 71,3 метра, с диаметром ствола у основания 7,9 метров, возрастом около 2100 лет. Причиной падения стал снег, скопившийся на кроне, а также тот факт, что в 1881 году в ней был продолблен тоннель, имевший 2,1 метра в ширину, 2,7 метра в высоту и 7,9 метров в длину. Он являлся популярной туристической достопримечательностью, многие фотографировались, проезжая сквозь дерево на автомобиле.

### 10 июля 1996 года
Вечером этого дня в местности парка с названием «Хэппи айлс» произошел обвал крупной гранитной скалы, которая имела объём около 78 000 м³ и массу несколько сот тысяч тонн. Траектория падения по наклонному склону позволила ей оторваться от поверхности и перейти в свободное падение, что привело к набору значительной скорости при падении, равной 117 м/с. Последующий удар о дно каньона вызвал ударную волну, которая повалила лес на площади 4 га и привела к гибели одного человека. Событие вызвало значительные сейсмические возмущения в ближайших окрестностях, которые также регистрировались сейсмографами на значительном удалении. Суммарное выделение энергии при падении составило примерно 0,5 кт тротилового эквивалента.

### 23 ноября 1998 года
В этот день в национальном парке из-за собственного нарушения техники безопасности погиб спортсмен-экстремал, основатель роупджампинга Дэн Осман.

## Факты
- Узкоколейная горная железная дорога Yosemite Mountain Sugar Pine Railroad расположена недалеко от южного входа в национальный парк.

## В мировой культуре
- В честь национального парка Йосемити была названа версия 10.10 операционной системы OS X компании Apple — OS X Yosemite.
- В честь национального парка Йосемити был назван мульт-персонаж Йоземит Сэм.